# Vidnoe
Vidnoye (în rusă Видное) este un oraș situat în partea central-vestică a Federației Ruse în Regiunea Moscova, la 4 km sud de Moscova. La recensământul din 2010 avea o populație de 56.798 locuitori. Industria metalurgică și a materialelor de construcții. Legat de capitală printr-un sistem de trenuri de navetiști (stația Rastorguievo).